# Rivière Toupiké
Pour les articles homonymes, voir Toupiké.
La rivière Toupiké coule dans la région administrative du Bas-Saint-Laurent, au Québec, au Canada, successivement dans les municipalités régionales de comté suivantes :
- MRC de Témiscouata : municipalité de Saint-Honoré-de-Témiscouata ;
- MRC de Rivière-du-Loup : municipalités de Saint-Hubert-de-Rivière-du-Loup et de Saint-Cyprien (Rivière-du-Loup).

La rivière Toupiké est un affluent de la rive gauche de la rivière des Trois Pistoles laquelle coule vers le nord jusqu'au littoral sud-est du fleuve Saint-Laurent où elle se déverse dans la municipalité de Notre-Dame-des-Neiges, dans la municipalité régionale de comté (MRC) des Basques.
Le cours de la rivière Toupiké comporte plusieurs falaises et rochers. Avec ce décor naturel magnifique, cette petite vallée est réputée pour les randonnées pédestres.

## Géographie
La rivière Toupiké prend sa source en zone forestière et agricole dans le canton de Demers, tout près (du côté est) de la route 291, dans la municipalité de Saint-Honoré-de-Témiscouata. Cette source est située à 32,5 km au sud-est du littoral sud-est de l'estuaire maritime du Saint-Laurent, au nord du centre du village de Saint-Honoré-de-Témiscouata, au sud du hameau Lamy et  à l'est du lac de la Grande Fourche.
À partir de sa source, la rivière Toupiké coule sur environ 28 km à travers le massif des Appalaches, répartis selon les segments suivants :
- vers le nord-est dans Saint-Honoré-de-Témiscouata, en coupant la (route 291) qu'elle coupe à 4,4 km au nord du centre du village de Saint-Honoré-de-Témiscouata, en recueillant les eaux de la décharge du lac Parent venant de l'ouest, jusqu'à la limite de Saint-Hubert-de-Rivière-du-Loup ;
- vers le nord-est canton de Hocquart, en traversant un petit lac, jusqu'à la route qu'elle coupe à 0,5 km au nord-ouest du centre du hameau Lamy ;
- vers le nord, jusqu'à la confluence de la rivière Petite Fourche venant du sud-ouest ;
- vers le nord en traversant une zone de marais à la fin de ce segment, jusqu'à la confluence de la décharge du lac Plat (venant du sud) ;
- vers le nord-est, jusqu'au chemin du 4e rang Est ;
- vers le nord-est, jusqu'à la limite de Saint-Cyprien ;
- vers le nord, jusqu'à la confluence de la Branche Malenfant venant du nord-ouest ;
- vers l'est, jusqu'à la route de la Rivière-Toupiké ;
- vers le nord-est, jusqu'à la confluence de la rivière Plate venant du sud-est ;
- vers le nord, jusqu'au chemin de la Grande Ligne Sud, qu'elle coupe au sud-est du centre du village de Saint-Cyprien ;
- vers le nord, jusqu'à sa confluence.

La rivière Toupiké se déverse dans Saint-Cyprien sur la rive gauche de la rivière des Trois-Pistoles en amont du pont du chemin Tâché-Est et en aval de l'embouchure du lac Rond (altitude : 192 m), soit le premier lac de la série Les Sept Lacs.

## Toponymie
L'origine du terme « Toupiké » reste inconnue. Certains auteurs lui associent une origine amérindienne ; d'autres interprètent plutôt la juxtaposition des mots « tout » et « piqué ». Jadis, les résidents expliquaient l'origine du toponyme par le fait que les troncs d'arbre de la forêt voisine étaient tout piqués à une certaine époque, ayant été attaqués par des insectes ravageuses. La graphie Toupiké de ce toponyme figure dans le Dictionnaire des rivières et lacs de la province de Québec publié en 1914. Variante toponymique : rivière des Cantons.
Le toponyme « rivière Toupiké » a été officialisé le 5 décembre 1968 à la Commission de toponymie du Québec.